# 加吉奧洛河
45°48′1.5″N 8°52′20.5″E / 45.800417°N 8.872361°E

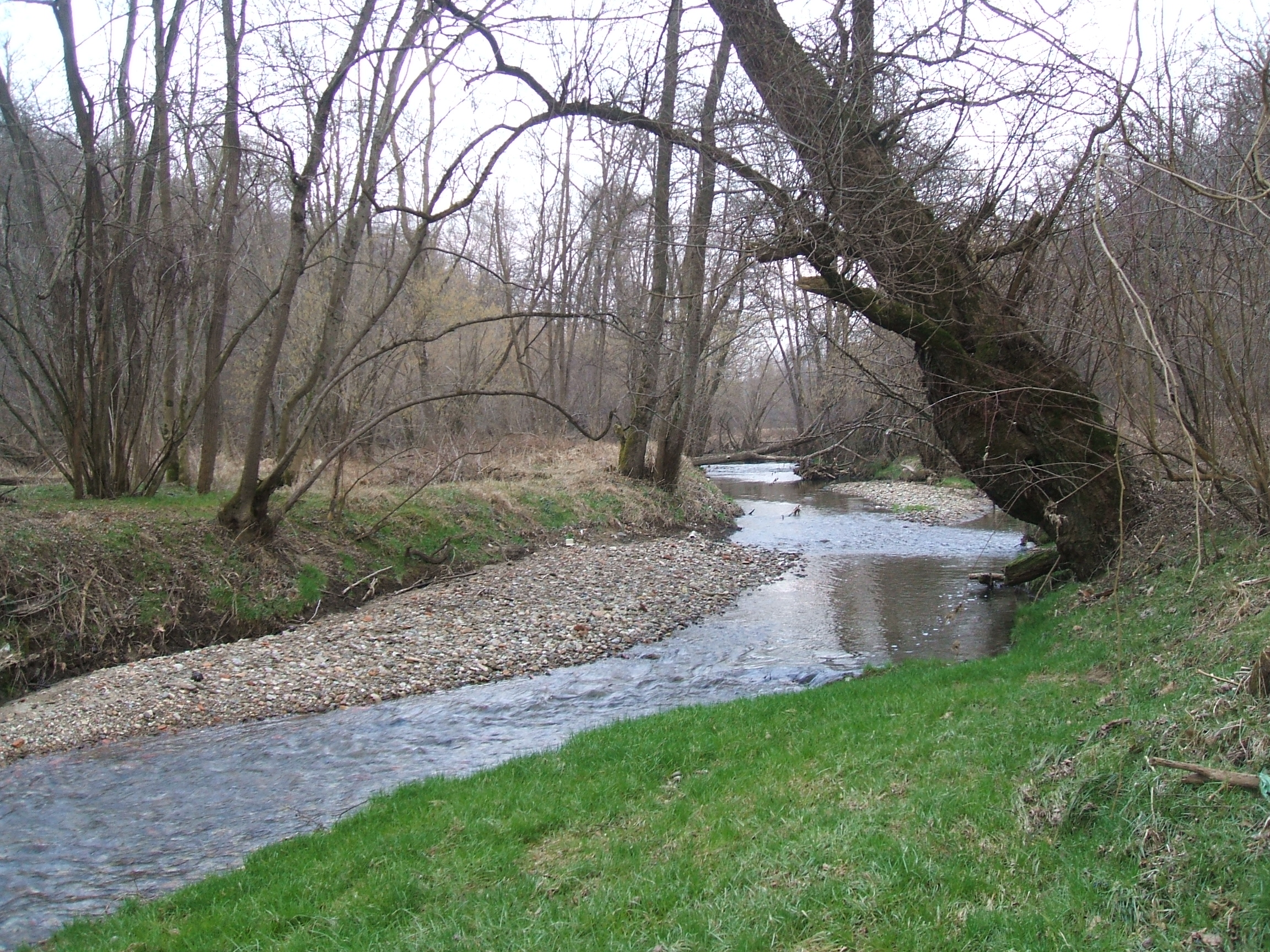

加吉奧洛河是中歐的河流，流經意大利和瑞士，屬於奧洛納河的支流，河道全長22公里，流域面積94平方公里，發源自聖喬治山，河口處在馬爾納泰。